# Vsftpd
vsftpd (anglicky Very Secure FTP Daemon) je v informatice název pro FTP server používaný v unixových systémech. Program je chráněn GPL licencí, jeho cílem je poskytnutí stability, výkonu a flexibility nastavení.

## Vlastnosti vsftpd
- podpora IPv6
- pasivní i aktivní mód přenosu
- podpora SSL
- podpora lokálních i anonymních uživatelů
- virtuální IP adresy
- nastavení pro každého uživatele zvlášť
- datové limity pro IP adresy nebo uživatele

## Používání vsftpd
Balíček vsftpd je standardní součástí většiny linuxových distribucí. Konfigurační soubor je umístěn v souboru /etc/vsftpd/vsftpd.conf. Server lze konfigurovat pomocí odkomentování/zakomentování jednotlivých voleb.

### Příklady nastavení
anonymous_enable=YESNastavení povoluje přihlašování anonymním uživatelům. Implicitně je přihlašování anonymních uživatelů povoleno, lze zakázat zakomentováním volby nebo změny YES na NO.
local_enable=YESVolba povoluje přihlášení všem systémovým uživatelům. Implicitní hodnota je NO.
local_umask=022Volba nastavuje masku pro lokální uživatele. Maska 022 znamená, že vytvořený soubor/adresář bude moci číst a editovat pouze vlastník a skupina a ostatní mají pouze právo čtení.
listen=YESDémon vsftpd bude spuštěn jako samostatný server.
listen_ipv6=YESVolba zapíná podporu IPv6.

### SSL a TLS
- vsftpd vyžaduje, aby byl soukromý klíč a certifikát v jednom souboru.
- certifikát s klíčem nakopírovat například do adresáře /etc/vsftpd/vsftpd-cert-key.pem a nastavit příslušná práva( chmod 600).
- co konfiguračního souboru přidáme následující direktivy (podpora SSL a TLS):

```
ssl_enable=YES
ssl_tlsv1=YES
rsa_cert_file=/etc/vsftpd/vsftpd.pem
force_local_logins_ssl=YES
force_local_data_ssl=YES

```

### Virtuální uživatelé
- Podpora virtuálních uživatelů je v serveru vsftpd realizována za pomoci PAM. Jména a hesla uživatelů lze ukládat:
  - textový soubor (PAM modul pam_pwdfile)
  - .htaccess souborům serveru Apache, PAM modul (pam_pwdfile)
  - databáze (Berkeley DB, MySQL, PostgreSQL, ...), PAM modul (pam_userdb)

#### Využití modulu pam_pwdfile
- Výhodou tohoto řešení je snadná správa souboru s virtuálními uživateli a hesly (při malém počtu těchto uživatelů) a možnost sdílet tyto uživatele s uživateli Apache. Formát tohoto souboru je následující:

```
jmeno:zašifrované_heslo456456456
```

- virtuální uživatelé musí být mapováni přes konkrétního systémového uživatele:

```
*useradd virtualftp -m -d /data/virtualftp -s /sbin/nologin

```

- Obsah souboru /etc/pam.d/ftp:

```
auth required pam_pwdfile.so pwdfile /etc/vsftpd/passwd 
account required pam_permit.so

```

- Přidání uživatele pomocí utility htpasswd:

```
htpasswd -c /etc/vsftpd/passwd ondra

```

- Direktivy pro konfigurační soubor:

```
anonymous_enable=NO
local_enable=YES

guest_enable=YES
guest_username=virtualftp
chroot_local_user=YES

pam_service_name=ftp

local_root=/data/virtualftp/$USER
user_sub_token=$USER

```

- Adresář pro daného virtuálního uživatele vytvoříme

```
mkdir /data/virtualftp/ondra
chown virtualftp:virtualftp /data/virtualftp/ondra
chmod 750 /data/virtualftp/ondra

```

#### Využití modulu pam_userdb
- Nejprve je nutné vytvořit textový soubor který obsahuje:

```
ondra
Ofddhrtt54A?

```

- Liché řádky obsahují uživatelská jména, sudé řádky hesla.
- Nahrajeme uživatele do databáze:

```
db_load -T -t hash -f db.txt /etc/vsftpd/passwd.db

```

- Obsah souboru /etc/pam.d/ftp:

```
auth required /lib/security/pam_userdb.so db=/etc/vsftpd/passwd
account required /lib/security/pam_userdb.so db=/etc/vsftpd/passwd

```

- Directivy pro konfigurační soubor:

```
anonymous_enable=NO
local_enable=YES

guest_enable=YES
guest_username=virtualftp
chroot_local_user=YES

pam_service_name=ftp

write_enable=NO
anon_upload_enable=NO
anon_mkdir_write_enable=NO
anon_other_write_enable=NO

```